# Seven
Seven je českobudějovická progressive metalová kapela, založená v roce 1996 Honzou "Kirkem" Běhunkem. 
Původní sestava, tedy kytarista Honza "Kirk" Běhunek, bubeník Slávek Franc a baskytarista Jiří Kejšar, vydržela skoro deset let a za tu dobu nahrála 4 převážně instrumentální alba až na poslední z roku 2004, kde u několika skladeb jako zpěváci hostovali Broňa Míka, Jiří Fojtl a německá metalová zpěvačka Doro Pesch. V roce 2006 došlo ke změně obsazení a za bicí se posadil Radim Pígl a basovou kytaru převzal Kirkův žák Martin Przecek. V této sestavě nahráli v roce 2007 další album, na kterém již byla zpívaných skladeb polovina a kde jako zpěváci hostovali Kamil Střihavka, Honza Toužimský, Broňa Míka a Libor Novák. Toto složení však nevydrželo dlouho a po nahrání desky za bicí usedl Lukáš Kuneš a post baskytaristy zaujal Petr Bidlo. Kapela též získala svého stálého zpěváka, jímž se stal Jiří Komberec. 
V listopadu 2009 nastaly změny v sestavě, baskytaristu Petra Bidla nahradil Tomáš Kuchta a na začátku roku 2010 nahradil Jiřího Komberce talentovaný zpěvák Lukáš Písařík. V této sestavě odjeli Seven zdařilé evropské turné s Rage a roku 2011 vyšlo u hudebního vydavatelství Nuclear Blast sedmé řadové album s názvem Freedom Call. V roce 2014 se  vrátil Jirka Komberec, ale i na ostatních postech došlo ke změnám. Přišel Vojta Zícha na basu, na bicí Ondra Busta a Matěj Kotrba na kytaru. V této sestavě koncertovali Seven po celé republice (např. Metalfest 2015) i v zahraničí, a připravovali materiál na novou desku v češtině. Vybrali cca z 25 songů na desku 12. Na sound dohlíželi Honza Běhunek a Jarda Brouzda. V lednu 2017 vyšlo osmé řadové album s názvem Mury. Seven byli pozváni Marco Mendoza (např. Whitesnake) na klubové turné po České republice. V roce 2018 odešel na vlastní žádost Ondra Busta, který chtěl studovat aviatiku. Konkurz na bubeníka vyhrál David Vrba, který působil v několika kapelách, a kapelu opustil i Matěj Kotrba, který se chtěl naplno věnovat své práci. V říjnu 2019 přišel Denis Fano. Album s názvem RNR (Rock n Roll) vyšlo v březnu 2022. V listopadu 2022 odešel z kapely Denis Fano. V prosinci 2023 prošel zdárně konkurzem Pepa Machutka a o rok později se stal členem Seven. V lednu 2025 odešel na vlastní žádost Vojta Zícha a do kapely nastoupil Petr Kunc.  

## Složení
- Honza "Kirk" Běhunek – kytara
- Jirka "Kombi" Komberec – zpěv
- David Vrba – bicí
- Petr Kunc – baskytara
- Josef Machutka – kytara

## Diskografie
- Blue Angels – 1996
- Crying World – 2000
- Entice From Sea – 2003
- Sevens – 2004
- The Best Of – 2005
- Light Of Souls – 2007
- Seven Deadly Sins – 2009
- Freedom Call – 2011
- Mury – 2017
- RNR – 2022